# Curiango-comum
Noitibó-pauraque, bacurau-comum ou curiango-comum (Nyctidromus albicollis) é uma ave da família Caprimulgidae. Bastante comum, distribui-se desde o sul do México até o nordeste da Argentina. A plumagem tem uma coloração pardo-amarelada finamente pintada de preto e com manchas pretas maiores, rêmiges pretas com fita branca. Também chamada de bacurau, curiangu, coriavo, engole-vento e mariangu.

## Etimologia
"Curiango" vem do termo quimbundo kurianga, que significa "preceder". Já "bacurau" vem do tupi wakura'wa.

## Descrição

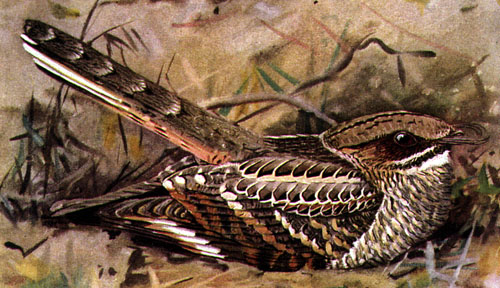
Nyctidromus albicollis, por Louis Agassiz Fuertes, 1926

Possui tamanho médio, medindo 8,7–11 pol (22–28 cm) de comprimento. Tem duas formas coloridas, com a plumagem sendo castanho-acinzentado ou castanho-avermelhado. Tem cauda longa e asas largas e arredondadas.
O macho adulto possui uma faixa branca perto das pontas das asas e as penas externas da cauda são principalmente brancas. A banda da asa da fêmea é mais estreita e o branco na cauda externa é mais restrito. Existem sete subespécies, diferindo em tamanho e na cor cinza.
A canção do macho é muito variável.

## Distribuição e ecologia

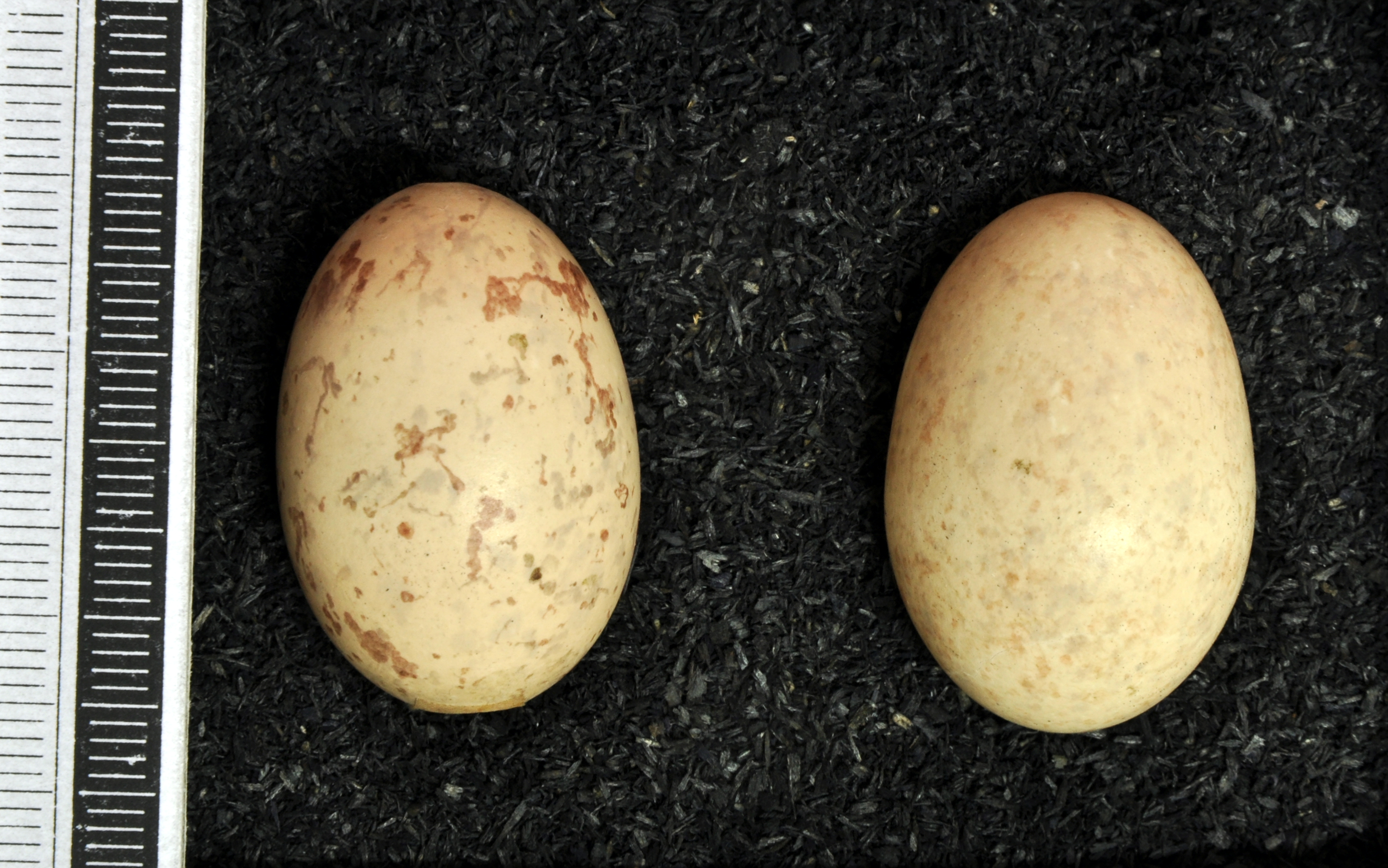
Ovos, coleção do Museu Wiesbaden

A área de reprodução se estende do sul do Texas até a região do rio Paraná. A maioria das populações reside o ano todo, embora o N. a. Merrilli possam passar o inverno no leste do México.
No extremo sul de sua distribuição, a subespécie N. a. derbyanus abrange desde o centro e sul do Brasil até as partes adjacentes da Bolívia e, através do Paraguai, até a Argentina e o Uruguai. Mesmo as aves mais ao sul parecem não ser migratórias, mas no limite de sua distribuição a espécie é apenas fragmentada. Por exemplo, não há registro de criação na província de Entre Ríos (Argentina) e é raro no Rio Grande do Sul (Brasil); sobre sua presença no Uruguai também pouco se sabe, exceto que uma população de algum tamanho é encontrada ao longo do Rio Jaguarão, na região de Cuchilla de Mangrullo.
É encontrada em habitats de floresta/pastagem abertos, mas também em matagais e campos de cultivo.A espécie tem pernas longas com tarsos nus e é mais terrestre do que a maioria de seus similares. Se for perturbado, às vezes corre em vez de voar, e frequentemente pousa em estradas e trilhas. Em geral, prefere habitat misto que oferece esconderijos com vegetação densa – idealmente floresta – para o dia, bem como paisagem aberta – talvez até rios ou pântanos – para caçar à noite. É noturno e começa a voar ao anoitecer. Como seus semelhantes, se alimenta de insetos capturados durante o voo.
Nenhum ninho é feito; os dois ovos alongados e elípticos rosados são colocados sobre o solo descoberto ou a serapilheira. Às vezes, apenas um ovo é posto. Não é ameaçado globalmente, sendo considerado uma espécie de menor preocupação pela União Internacional para a Conservação da Natureza (IUCN). Sendo uma espécie adaptável que tolera bem a perturbação humana do habitat, tem se beneficiado com o desmatamento limitado. A extração de madeira cria áreas de crescimento baixo e secundário nas quais as aves podem caçar com mais eficiência. No entanto, é claro que abandonará locais fortemente construídos ou bem delimitados e, além disso, é muito vulnerável à predação por cães e gatos selvagens, desaparecendo de áreas onde essas pragas são abundantes.